# Syzygium contractum
Syzygium contractum är en myrtenväxtart som först beskrevs av Jean Louis Marie Poiret, och fick sitt nu gällande namn av E.L.Joseph Guého och Andrew John Scott. Syzygium contractum ingår i släktet Syzygium och familjen myrtenväxter.
Artens utbredningsområde är Mauritius. Inga underarter finns listade i Catalogue of Life.